# (It (Is) It) Critical Band
(It (Is) It) Critical Band è il primo album del gruppo statunitense dei 90 Day Men, pubblicato nel 2000 dalla Southern Records.

## Tracce
Tutti i pezzi sono stati scritti dai 90 Day Men
1. Dialed In - 5:35 (eseguita dai 90 Day Men, Teo Griscom e Jacob Jordan)
2. Missouri Kids Cuss - 5:15
3. From One Primadonna to Another - 3:21
4. Super Illuminary -	10:02
5. Hans Lucas - 2:46
6. Exploration Vs. Solution, Baby - 4:57
7. Sort of Is a Country in Love - 8:51 (eseguita dai 90 Day Men e Melanie Trombley)
8. Jupiter and Io - 5:10

## Formazione

### Gruppo
- Brian Case - voce, chitarra
- Robert Lowe - basso, voce
- Cayce Key - batteria

### Altri musicisti
- Teo Griscom
- Jacob Jordan
- Melanie Trombley